# Французский канкан
«Французский канкан» или «Френч канкан» (фр. French Cancan) — французский художественный фильм режиссёра Жана Ренуара.

## Сюжет
Действие фильма происходит в Париже в конце XIX века. Анри Данглар — стареющий театральный импресарио, но известный всему театральному мирку и владеющий небольшим кафе со сценой «Китайская Ширма», где показывают незамысловатые музыкальные номера. Он любит из простых девушек делать звёзд. Попутно он и соблазняет этих красавиц. Одна из таких созданных им звёзд — красотка Лола по прозвищу «Прекрасная Аббатиса», показывающая танец живота в его кафе.
Однажды Анри с приятелями оказывается на Монмартре и видит, что старый канкан ещё жив. Данглар видит ещё одну возможность — возродить этот прекрасный танец. Новым увлечением Данглара становится Нини, прекрасная прачка с Монмартра, которая встречается и помолвлена с молодым булочником. «Творец» забывает о своей прежней пассии Лоле и отдаёт все силы, для того, чтобы его прекрасная Нини вспыхнула новой звездой полузабытого канкана, а он при этом сумел бы осуществить свою давнюю мечту: возглавить популярное заведение, принимающее в своих стенах не несколько десятков клиентов, как в его кафе «Китайская Ширма», а сотни и даже тысячи, а на сцене будут танцевать «целый батальон молодых девушек, как в Гранд-Опера» привлекая более обеспеченную публику. Нини вместе с ещё несколькими десятками девушек посещает интенсивные занятия по танцам.
Несмотря на финансовые трудности и интриги его бывшей любовницы Лолы — Данглар основывает кабаре Мулен Руж. Фильм заканчивается открытием знаменитого кабаре и финальным канканом во время которого разрешаются основные конфликты и заканчиваются сюжетные линии.

## В ролях
| Актёр            | Роль                                                         |
| ---------------- | ------------------------------------------------------------ |
| Жан Габен        | Анри Данглар, импресарио                                     |
| Франсуаза Арнуль | Нини, бывшая прачка                                          |
| Мария Феликс     | Лола, «Прекрасная Аббатиса», роскошная возлюбленная Данглара |
| Анна Амендола    | Эстер Жорж                                                   |
| Филип Клэй       | Казимир ле Серпентин, гибкий танцор                          |
| Джани Эспозито   | принц Александр                                              |
| Мишель Пикколи   | капитан Валоргюэль                                           |
| Макс Дальбан     | хозяин кафе                                                  |
| Дора Долл        | La Génisse                                                   |
| Эдит Пиаф        | Эжени Бюффе                                                  |
| Гастон Модо      | друг Данглара                                                |
| Урсула Кюблер    | танцовщица кабаре                                            |

## Характеристика
По мнению французского критика Жака Лурселя, три картины Ренуара 50-х годов - «Золотая карета» (Le Carrosse d’or, 1952), «Французский канкан» и «Елена и мужчины» (Elena et les hommes, 1956) - вместе составляют некое подобие трилогии, в которой режиссёр оказывает своё почтение трём видам зрелища: итальянской комедии дель арте, кафешантану и театру марионеток.
«Золотая карета», снятая по комедии Проспера Мериме «Карета святых даров» и которую режиссёр назвал драматической фантазией в стиле комедии дель арте, провалилась в коммерческом отношении и встретила холодный приём у критиков. Историк кино Жорж Садуль писал, что усилия режиссёра и съёмочной группы «не были достаточны для того, чтобы возвысить этот созданный Ренуаром дивертисмент, лишённый к тому же остроумия Мериме, до уровня прежних постановок Ренуара».
В поисках подходящего сюжета и финансирования Ренуар два года оставался без режиссёрской работы. Им рассматривалось несколько проектов, среди которых он собирался снимать фильм «Браконьеры», экранизировать повесть «Первая любовь» И. С. Тургенева, также были идеи о создании фильма о Винсенте Ван Гоге, но летом 1954 года Ренуар начал подготовительную работу к съёмкам картины «Французский канкан» по сюжету сценариста Андре-Поля Антуана. Эта картина первоначально планировалась для режиссёра Ива Аллегре, но её тема заинтересовала Ренуара и в конечном итоге этот проект был поручен ему.
4 декабря Ренуар приступил к съёмкам в парижской киностудии, где не работал с 1939 года, когда он уехал в США. Картина является первой снятой Жаном Ренуаром после возвращения во Францию: «„Французский канкан“, — писал он в журнале Cahiers du cinéma, № 78, ― олицетворял для меня большое желание снять фильм, очень французский по духу, который бы смог легко и удобно наладить контакт, протянуть приятный на вид мостик между мною и французской публикой».
Время действия фильма — расцвет Мулен Ружа, импрессионизма и эпоха художников Тулуза-Лотрека и Огюста Ренуара, отца самого режиссёра. В фильме кроме музыки композитора Жоржа Ван Париса звучат попурри из мелодий кафешантанов 1900-х годов. Прототипом Данглара является импресарио Шарль Зидлер (основатель Мулен-Руж), а его помощника Казимира Серпантина — Валентин Бескостный. По мнению Лурселя в этом фильме Ренуара, сценарий которого он переписал в одиночку и под себя, его больше всего привлекает фигура Данглара, в которой он во многом видел себя, здесь его «больше всего интересуют не актёры, а режиссёр спектакля, постановщик, серый кардинал праздника. Это говорит о том, насколько фильм ему близок».
Французский критик Пьер Лепроон также отмечает тематическую связь между картинами Ренуара «Золотая карета» и «Французский канкан». По его мнению, этому фильму окажут лучший приём возможно потому, что он легче воспринимается и его действие ближе по времени:
Здесь итальянский дивертисмент XVIII века уступает место воскрешаемому на экране Парижу „прекрасной эпохи“, танцовщицы „Французского канкана“ заменяют акробатов, а „импрессионистский“ тон — стиль в манере Ватто. Но оба фильма и по содержанию и по форме придерживаются единой линии. И в том и в другом случае это „зрелище“ — ослепительный парад, участники которого пробуждают человеческие чувства, сами их не переживая...
Жак Риветт, который работал на этой картине стажёром Жана Ренуара, также отмечая здесь, как и в «Золотой карете», «тесное переплетение искусства жизни и искусства поэзии», писал, что в этой картине «оно просто выступает под другой маской». По его мнению, этот фильм, который он называет «одой плотских удовольствий» — «это сокровенный театр, высокая комедия, играемая Ренуаром для самого себя».

## Награды и номинации
В 1956 году фильм был удостоен Гран-при французской премии Хрустальная звезда.